# Rimba Jaya (Pagaran Tapah Darussalam)
Rimba Jaya is een bestuurslaag in het regentschap Rokan Hulu van de provincie Riau, Indonesië. Rimba Jaya telt 2309 inwoners (volkstelling 2010).